# МКС-7
МКС-7 — сьомий довготривалий екіпаж Міжнародної космічної станції. Екіпаж працював на борту МКС з 28 квітня по 27 жовтня 2003 року.
Під час сьомої експедиції були здійснені роботи по обслуговуванню і розвантаженню ТКГ «Прогрес М1-10» (розстикування і стикування), «Прогрес М-47» (розстикування), «Прогрес М-48» (стикування) і «Союз ТМА-3». Були проведені наукові дослідження та експерименти по російської й американською програмам. По завершенні станція була передана екіпажу 8-ї основної експедиції.

## Екіпаж
Спочатку у складі основного екіпажу МКС-7 готувався бортінженер Сергій Мощенко, але рішенням Міжвідомчої комісії (МВК) 1 жовтня 2002 року його було замінено на Олександра Калері.
Старт екіпажа планувався на 1 березня 2003 року на шатлі «Діскавері STS-114» (а повернення на шатлі «Діскавері STS-116»), але після катастрофи «Колумбії» всі заплановані екіпажі були переформовані (екіпаж МКС-7 було скорочено з трьох осіб до двох), а польоти відкладені на невизначений термін.
В екіпаж МКС-7 увійшли:
- (Роскосмос): Юрій Маленченко (3)[5] — командир;
- (НАСА): Едвард Лу (3) — бортінженер.

### Дублюючий екіпаж
- (Роскосмос): Олександр Калері (4) — командир;
- (НАСА): Майкл Фоул (6) — бортінженер[6].

### Екіпаж повернення
- (Роскосмос): Юрій Маленченко (3) — командир;
- (НАСА): Едвард Лу (3) — бортінженер-1;
- (ЄКА): Педро Дуке (2)[7] — науковий фахівець МКС, бортінженер-2 (учасник за програмою експедиції відвідин ЕП-5).

## Параметри польоту
- Нахил орбіти — 51,6°;
- Період обертання — 92,0 хв;
- Перигей — 384 км;
- Апогей — 396 км.

## Емблема
Зображені на емблемі МКС-7 два еліпси символізують історію космічних програм двох країн, а дві зірки на бордюрі символізують як наукові, так і комерційні завдання, що виконуються екіпажами на борту МКС.
Через переформувань екіпажу зовнішній вигляд емблеми зазнавав неодноразові зміни:
- Початковий варіант було затверджено у травні 2002 року: на емблемі фігурували прізвища Ю. Маленченко, С. Мощенко і Е. Лу;
- У листопаді 2002 року, у зв'язку із заміною Мощенка, на емблемі з'явилося прізвище А. Калері.
- На остаточному варіанті емблеми, затвердженому у березні 2003 року, були поміщені прізвища Ю. Маленченко і Е. Лу[8].

## Цікаві факти
- Член екіпажу МКС-7 Едвард Лу, у пам'ять про загиблого екіпажу «Колумбія STS-107», на рукаві свого скафандра, крім основної емблеми, носив емблему місії STS-107. Це був перший в історії випадок, коли астронавт надягав петч іншої місії[8].
- Членами 7-ї основної експедиції не було здійснено жодного виходу у відкритий космос.
- Під час роботи експедиції МКС-7 було здійснено перший пілотований політ китайського космічного корабля. Дізнавшись про це, Едвард Лу, що має китайське коріння (його батьки народилися у Китаї), передав на землю послання китайською мовою — «Ласкаво просимо у космос. Бажаємо успіху».